# 萨瓦兰

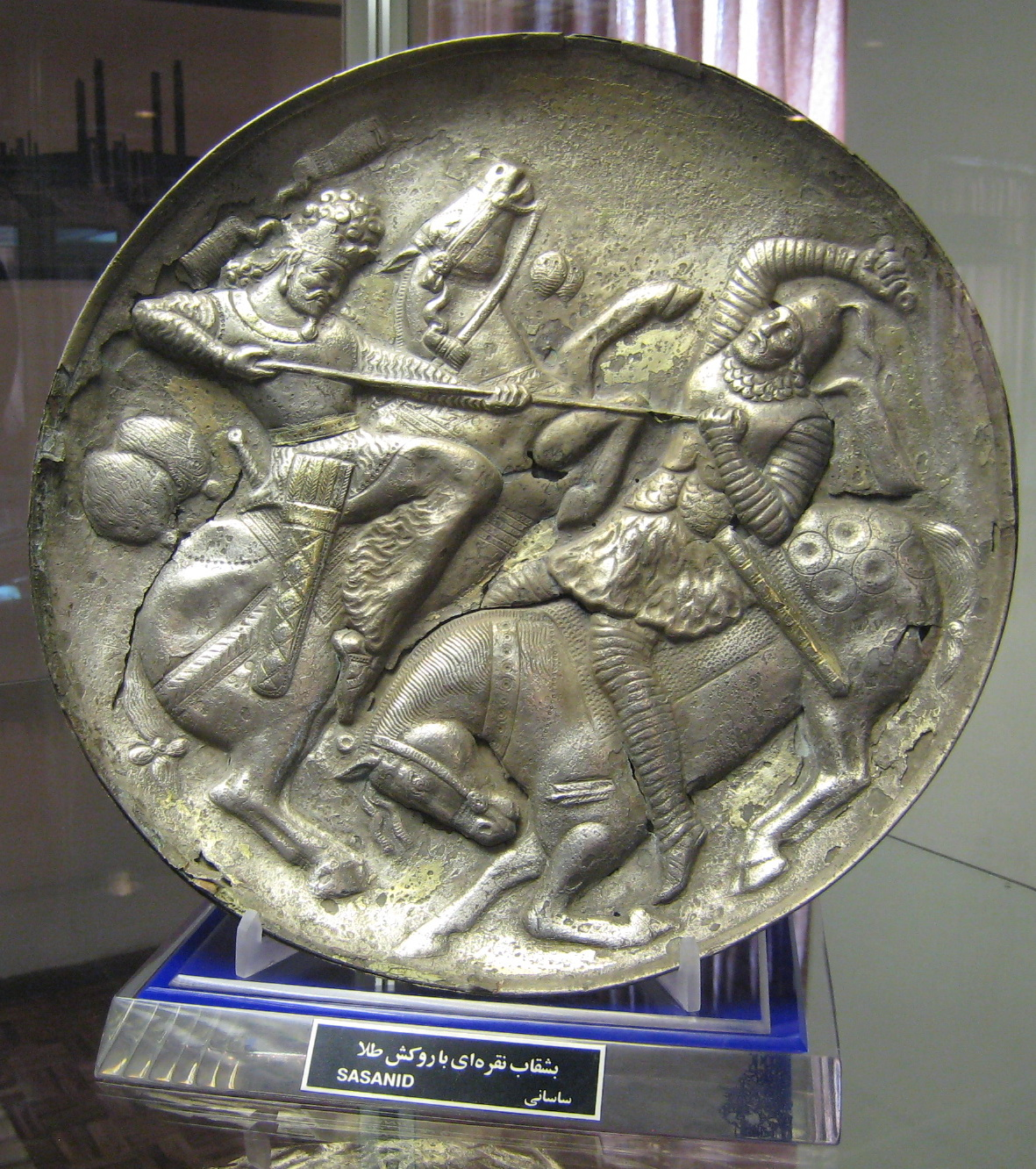
萨珊王朝的银盘，展示了两名身着鳞甲、胸甲、皮裤，并配备了骑枪（kontos） 、剑、箭袋和箭的高贵骑兵之间的战斗。

萨瓦兰（Aswārān，单数aswār ），也拼写为Asbārān和Savaran ，是一支骑兵部队，是萨珊帝国军队的骨干。 他们由贵族提供，全副武装，从弓箭手到重甲骑兵。

## 词源
该词源自古波斯语单词asabāra （来自asa - 和bar ，一个经常使用的阿契美尼德军事技术术语）。该词的各种其他翻译如下：安息语：asbār 、中古波斯语：aspabarak 、古典波斯语：suwār (سوار), uswār / iswār (  ),现代波斯语：savār ( ）。阿拉伯语单词asāwira (  )，用来指穆斯林征服后萨珊王朝骑兵的某个派别，是中古波斯语aswār的不完整复数形式。 然而， aswār一词在中古波斯文学中仅指“骑手”，只有晚期阿拉伯语术语才具有更专门的含义。在萨珊铭文中， asp ud mard（字面意思是“马和人”） 通常用来统称军队中的骑兵和步兵。 

## 组织
萨瓦兰主要由来自乌祖尔干和阿扎丹的伊朗贵族组成，霍斯拉一世改革后，德赫坎阶级的战士也被征召入伍。
现代学者经常将其视为伊朗封建制度存在的一个例证，他们将其视为骑士。根据克里斯滕森和维登格伦等历史学家的说法，阿斯巴尔与骑士具有同等地位。然而，尽管萨瓦兰和骑士在很多方面相似，但骑士的经济作用和历史作用与萨瓦兰在萨珊帝国的角色有很大不同，因此将萨瓦兰称为骑士是不正确的。 
每个骑兵的最高年薪为4000迪拉姆。 

## 武器、装甲和战术
萨瓦兰身穿链甲，包括弓箭手和重甲骑兵。他们是萨珊王朝勇敢、战术的代表。他们在战斗中精通一对一格斗（ mard o-mard ），骑着大象和马，他们的英勇得到了装饰性徽章的认可。诸如hazārmard （“千人敌”）、 zih asbār （“高级骑手”）和pahlawān-i gēhān （“世界英雄”）等头衔是他们的绰号。他们在箭上写下了萨珊王朝君主和他们重要家庭成员的名字，作为吉兆。他们在射箭方面的表现优于其他人，以至于后来的作家认为他们引入了这一职业。他们在职业上出类拔萃，无与伦比，甚至连他们的敌人也承认。 包括阿米阿努斯·马塞利努斯在内的同时代罗马作家注意到了萨珊王朝骑兵的主要功效，并导致罗马人在各个方面学习萨珊王朝骑兵，包括武器、盔甲和技术。 
早期的萨瓦兰与他们的帕提亚（Arsacid）前辈有很多共同点，他们中的大多数人都穿着长袖鳞甲胸甲，皮甲覆盖着鳞甲，或者较少见的是板链甲。他们的Spangenhelm型头盔在整个萨珊王朝时期都得到了改造。马匹也可能有装甲的胸部和头部，由围裙和头饰组成，或者由五个单独的部分组成的全身防护，由煮沸的皮革或鳞甲制成。一些萨瓦兰单位，例如雇佣兵，可能几乎不穿盔甲，甚至根本不穿盔甲，这使得他们更加敏捷、安静和机动。

### 施潘根头盔
其在战斗中佩戴的施潘根头盔（分段式头盔）已经经历了几个世纪的演变。在公元 3 至 6 世纪的萨珊帝国， Spapangenhelm可能是由毛毡和硬化皮革制成的。然而，到了公元 6 世纪末至 7 世纪初，它们已经被鲜花和紫色球装饰，球上有锁子甲和可供呼吸和观察的小区域。

### 武器
萨瓦兰骑兵装备有各种武器。传统的重型骑兵武器，如狼牙棒、骑枪和刀剑，以及各种其他武器，如斧头，都会被使用。然而骑兵并不局限于短程武器，他们经常携带飞镖和弓箭等武器。
萨珊王朝骑兵的武器被利巴尼乌斯列为飞镖、马刀（弯刀？）、长矛、剑和“需要双手的长矛”。 纳瓦克箭头引导器用于发射10—40 cm（3.9—15.7英寸）长省道。 
在巴巴克领导下的霍斯罗一世军事改革期间，制定了一份骑兵装备“清单”。根据伊斯兰时期的阿拉伯语和波斯语资料，这些装备对于普通萨珊骑兵来说如下：      
| 设备                   | 中古波斯语                                      | 现代波斯语                  | 笔记                                |
| ---------------------- | ----------------------------------------------- | --------------------------- | ----------------------------------- |
| 头盔                   | tlg（targ）                                     | (targ), （xōd）             |                                     |
| 颈甲                   | glywpʾn' (grīwbān)                              |                             |                                     |
| 胸甲/札甲/胸甲         |                                                 | （Zirih）                   |                                     |
| 锁子甲衬衫             |                                                 | （jawšan）                  |                                     |
| 护手，铁制的           | ʾp̄dst' (abdast)                                 | （sā'idayn）                |                                     |
| 腰带                   | KML（Kamar）                                    | （kamar）                   |                                     |
| 腿部装甲板作为大腿防护 | rān-band                                        | （rān-band）                |                                     |
| 马甲，金属或皮革       | zynʾp̄cʾl (zēn-abzār)、tiğfāf、bargustuwān、silī | (zīn-afzār),（bargustuwān） |                                     |
| 骑枪（Kontos）         | nyck' (nēzag)                                   | （nayza）                   | 各 1 个。                           |
| 剑                     | šmšyl (šamšēr)                                  | （šamšēr）                  | 各 1 个。                           |
| 盾                     | spl (spar)                                      | (sipar)                     | 各 1 个。                           |
| 战斧                   |                                                 | (tabarzīn)                  |                                     |
| 锤                     | wlz（warz、wazr）、gt'（gad）                   | (gurz), (amūd)              |                                     |
| 弓盒                   |                                                 | （kamān-dān）               |                                     |
| 弓（有弓弦）           | kmʾn' (kamān)                                   | （kamān）                   | 各 2 个。                           |
| 箭袋                   | kntgl（kantigr）                                | （tīr-dan）                 |                                     |
| 箭头                   | HTYA （tigr）                                   | （tīr）                     | 各 30 个。                          |
| 弓弦（备用）           | zyh (zīh)                                       | (zih)                       | 各 2 个。它们是环状的，挂在头盔上。 |
| 矛/标枪                | sl（选择）                                      |                             |                                     |
| 套索                   |                                                 | （kamand）                  | 若干                                |
| 带弹石的吊索           |                                                 | (falāxan)                   | 若干                                |

萨珊王朝的长枪是基于12英尺（3.7米）长的帕提亚kontos ，其特点是剑状铁刃。 
至少从公元四世纪起人们就开始使用面具。 
马甲覆盖了躯干（骑手座位上有一个椭圆形开口）以及头部和颈部。在马镫广泛使用之前，骑手们依靠“四角”设计的马鞍来保持稳定性。萨珊王朝的骑兵比他们的安息前辈更加依赖机动性。 
晚期萨瓦兰还使用了一种名为panjagan的装置，据说可以同时发射五支箭。 

### 战旗

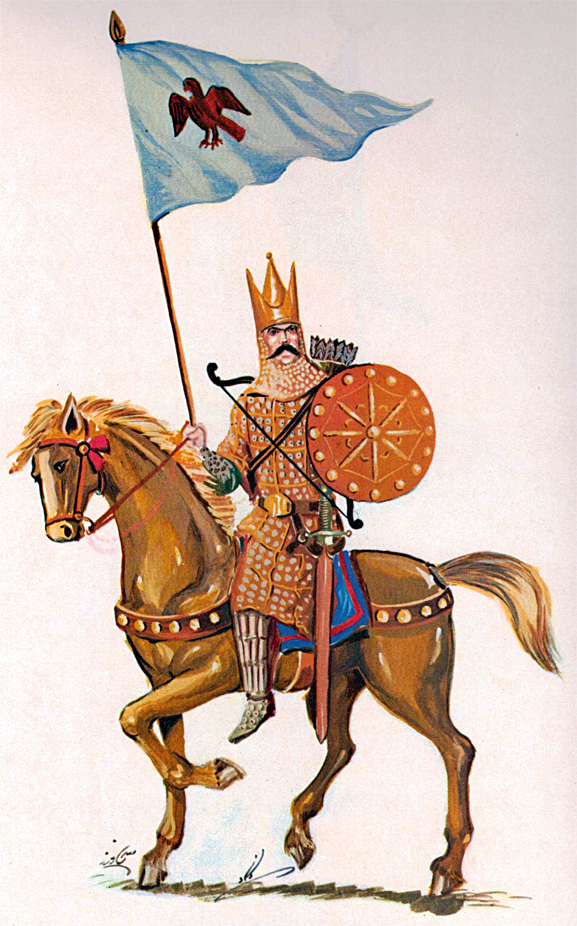
一名萨瓦兰骑兵举着横幅，横幅上画着霍马鸟，这是伊朗传说和寓言中的一种神鸟。

每个萨瓦兰单位都有一个德拉夫什（Drafsh）或纹章标准。这些通常包括传说中的生物和动物。这些动物包括大象、马、熊、狮子和鹿（ ahu ）；这些旗帜还包括琐罗亚斯德教神话中的生物，例如巴什库奇（Bashkuch），而萨瓦兰（ Asbaran）的军队则以德拉夫什·卡维亚尼（Derafsh Kaviani）作为旗帜。
一些具有卓越勇敢、品格和马术技能的萨瓦兰成员获得了荣誉手镯，在伊斯兰资料中记录为suwārī ，佩戴者被称为musawwar 。 

## 萨瓦兰精英

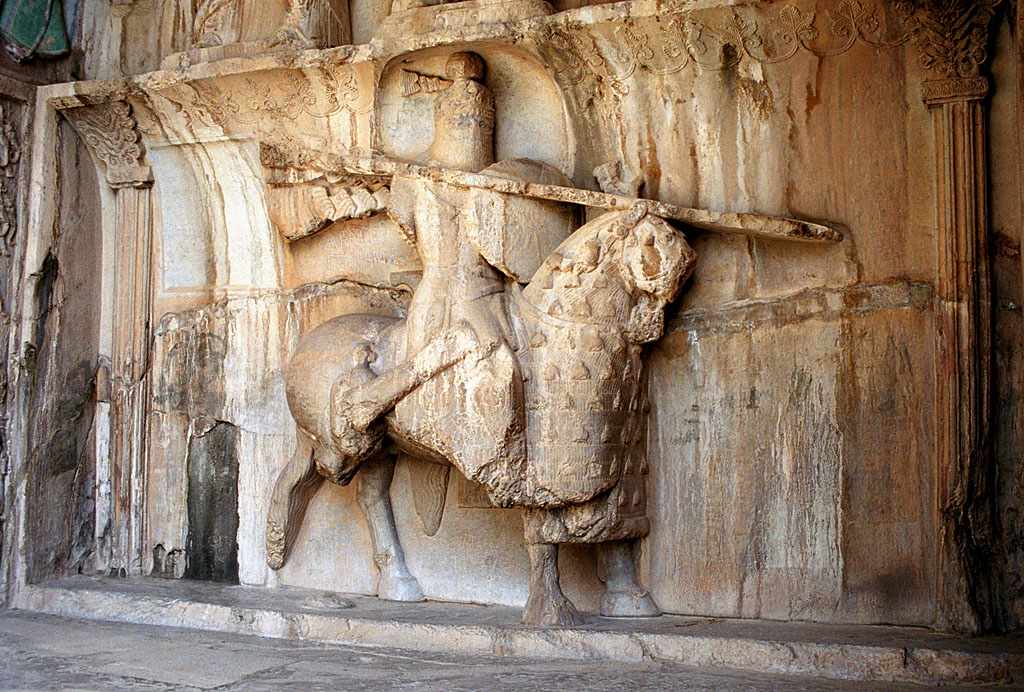
霍斯劳二世 (Khosrow II ，在位 590–628 年) 的骑马雕像，身穿与萨瓦兰 (asbaran)相同的盔甲。

萨瓦兰萨达是负责萨瓦兰的高级军官，他们在萨珊社会中的地位如此之高，以至于他们只对斯帕巴德（总司令）和皇帝本人负责。他们将受到铁甲骑兵的重兵守卫。萨瓦兰·萨达尔一职由米赫兰众议院的一名成员担任。萨瓦兰的部分军衔很高，包括普斯蒂格班近卫军（Pushtigban Body Guards） ，这是一支超重型突击骑兵，也是国王本人的皇家卫队。有影响力的萨瓦兰骑兵大多由重甲骑兵组成，一般由贵族甚至皇室本身组成。其中也不乏精英指挥官。萨瓦兰团的这些部分被保留作为预备队。

## 萨珊王朝灭亡后
大部分萨瓦兰在穆斯林征服波斯期间遭受失败和征服后被解散。然而，萨瓦兰的几个派系，每个派系由不同的领导人领导，为了保全自己的地位和财富，叛逃到阿拉伯人。这些萨瓦兰派系定居在新建立的哈里发国领土的不同地方，在那里他们各自有几个名字，最著名和最突出的派系是阿萨维拉，他们在其领导人西亚的领导下定居在新建立的巴士拉定居点。